# Стальная вата
Стальная вата или железная вата представляет собой пучок беспорядочно уложенных стальных проволок очень малого сечения. Используется в качестве абразива для полировки деревянных или металлических предметов, очистки бытовой посуды, чистки окон и шлифовки поверхностей.

## Изготовление
Стальная вата изготовляется из низкоуглеродистой стали в процессе, аналогичному протягиванию, где тяжелую стальную проволоку тянут через зубчатый штамп, который удаляет тонкие, острые струйные стружки.

## Использование

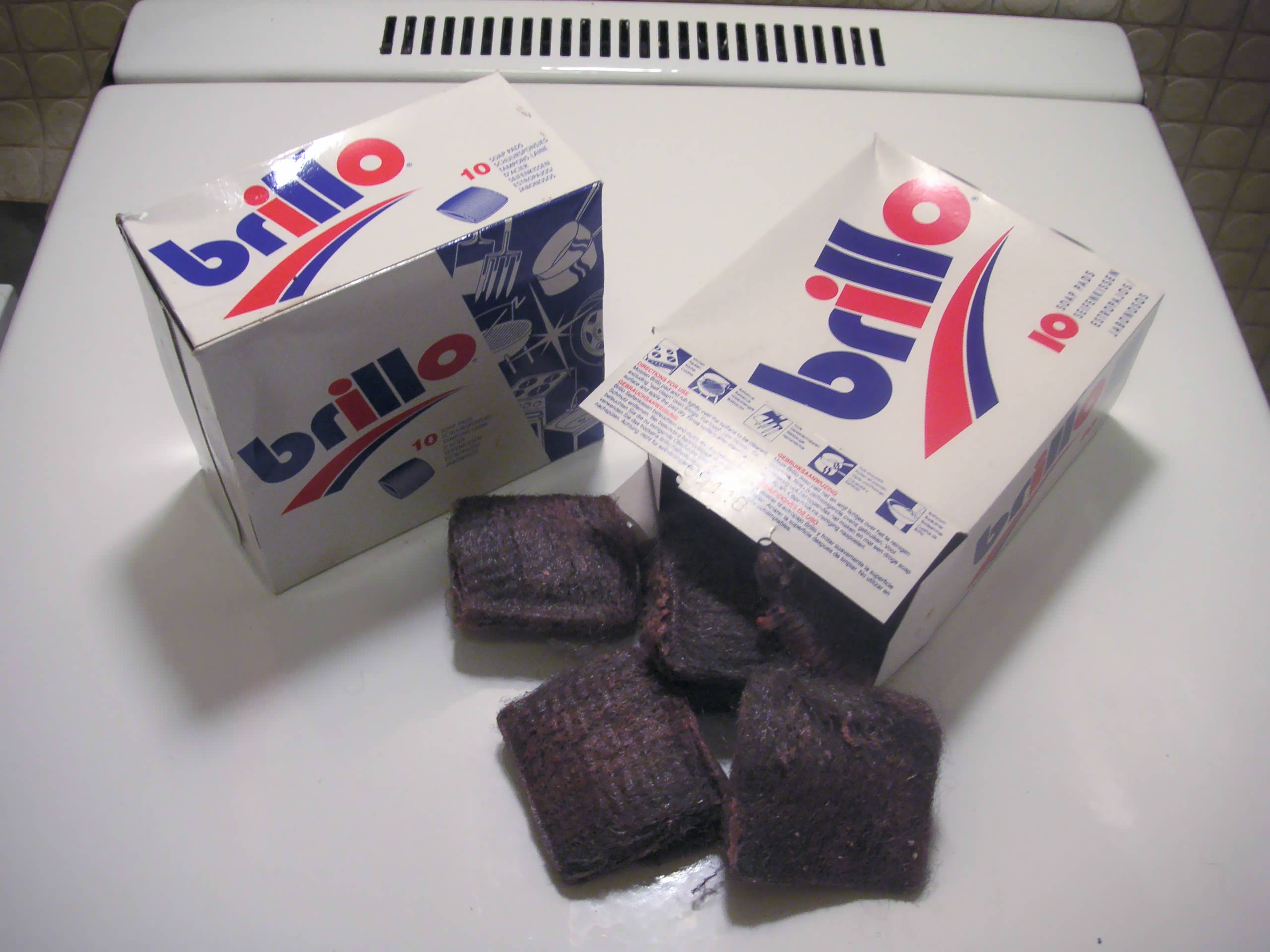
Губка с моющим средством из стальной ваты

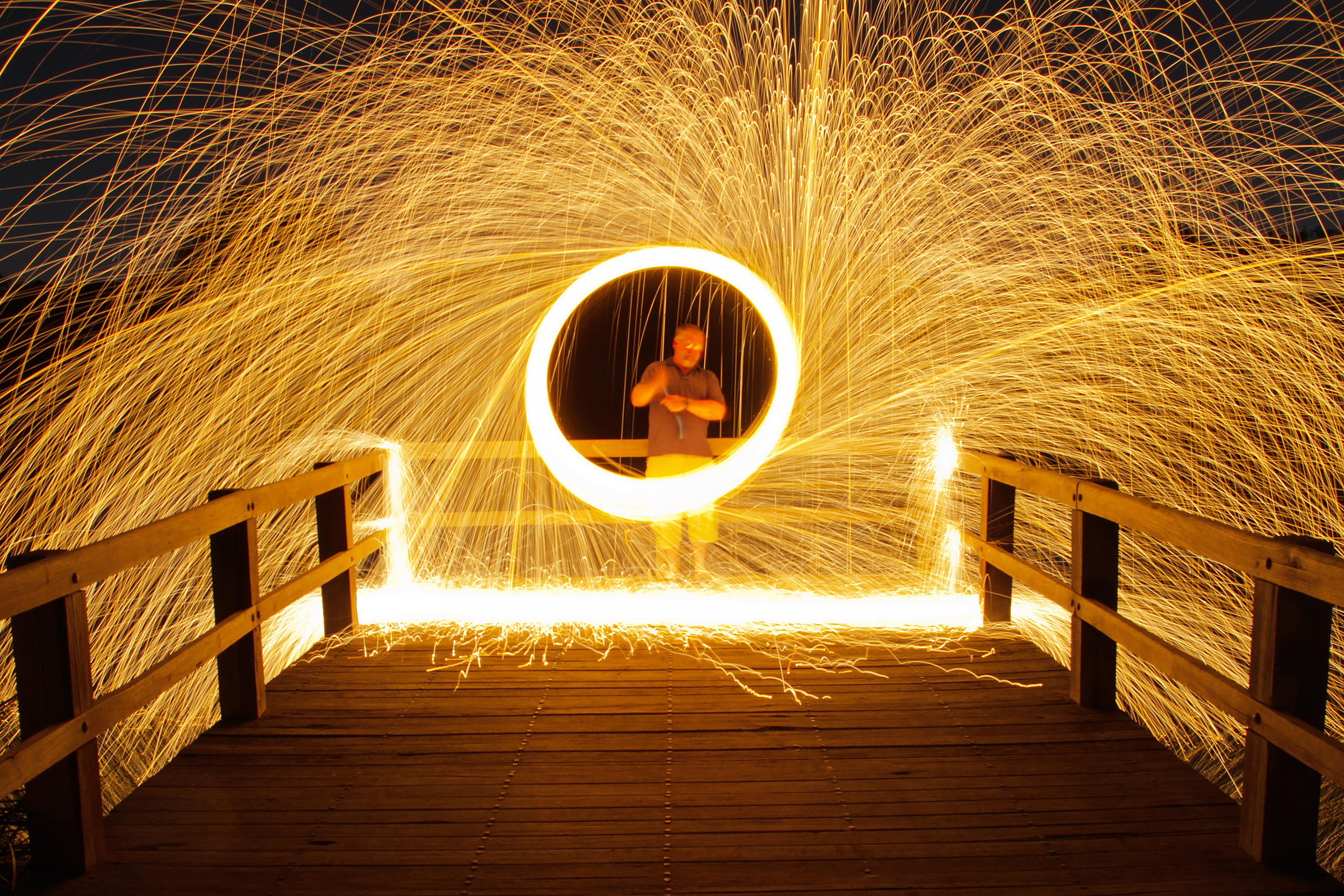
Кусок горящей стальной ваты под действием центробежной силы выделяет огромный сноп искр

### Основное
С помощью стальной ваты возможно полировать металлические и деревянные поверхности. С небольшим количеством скипидара возможно удалять старые остатки краски. Использование с шлифовальной пастой улучшит качество полировки. Также стальную вату выпускают в качестве жёсткой губки для мытья посуды.

### Дополнительное
Стальная вата класса 00# и тоньше может использоваться в качестве средства розжига в экстремальных ситуациях даже будучи промокшей. Постоянный ток от электрической батареи, пропущенный через такую стальную вату, нагревает её тепловым воздействием тока короткого замыкания, возникающим по закону Джоуля — Ленца. Количества тепла достаточно, чтобы накалить тонкие проволочки стальной ваты, а от них поджечь трут с более низкой температурой воспламенения. Ещё одна отрасль применения — светографика.

## Классификация
| Класс абразивности | Название класса абразивности | Толщина мм |
| ------------------ | ---------------------------- | ---------- |
| 0000#              | Супер тонкий                 | 0,025      |
| 000#               | Особо тонкий                 | 0,035      |
| 00#                | Очень тонкий                 | 0,040      |
| 0#                 | Тонкий                       | 0,050      |
| 1#                 | Средний                      | 0,060      |
| 2#                 | Средней грубости             | 0,075      |
| 3#                 | Грубый                       | 0,090      |
| 4#                 | Особо грубый                 | 0,100      |